# 大崎市松山ふるさと歴史館

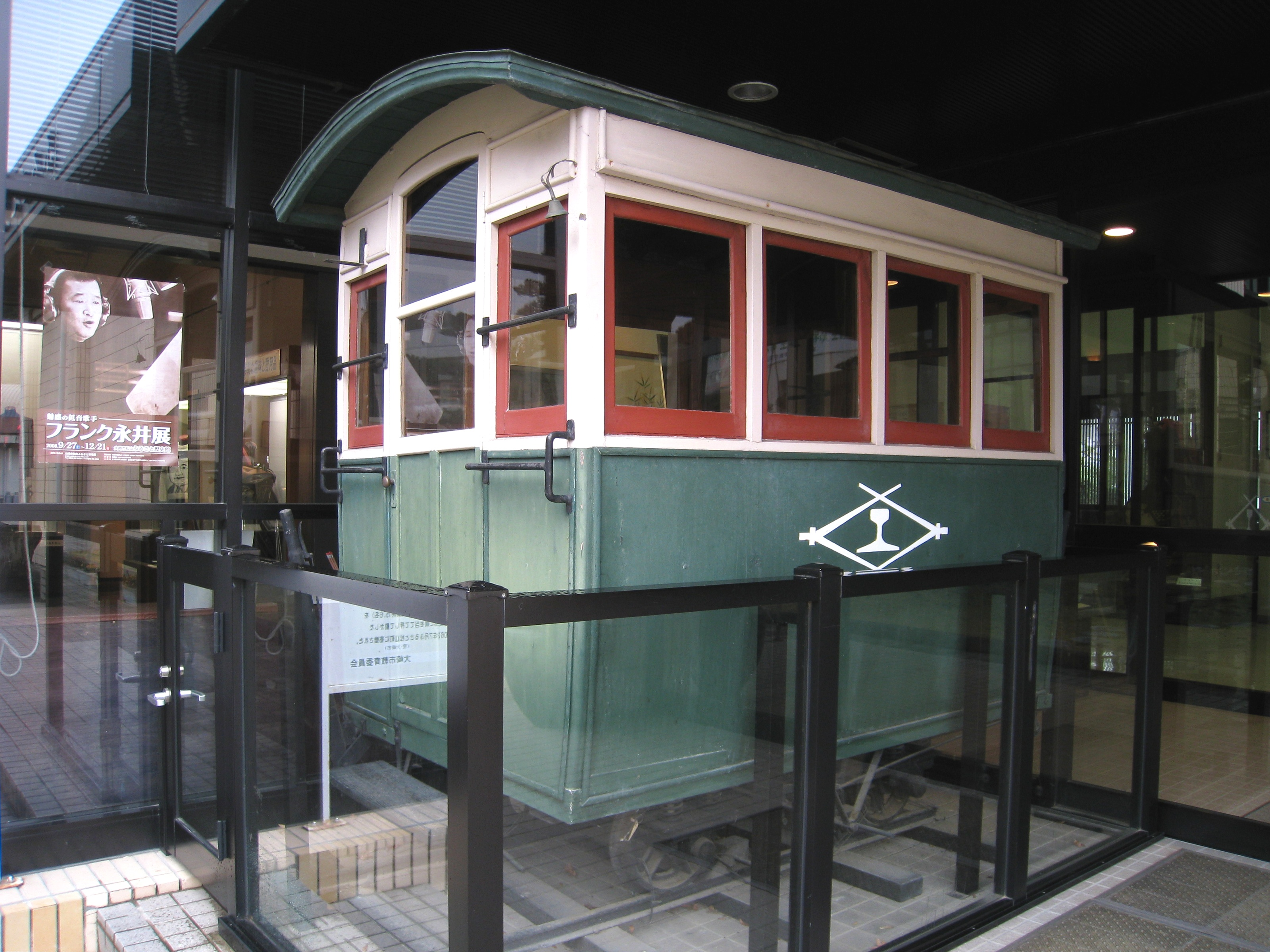
復元された松山人車軌道の人車

大崎市松山ふるさと歴史館（おおさきしまつやまふるさとれきしかん）は、宮城県大崎市にある博物館である。

## 概要
郷土史を専門とする大崎市の博物館であり、歴史展示室では、博物館が立地している松山地域（旧松山町）の領主であった茂庭家に関連した資料を中心として、原始時代から現代にいたる地域の歴史に関連した文化遺産などが展示されている。また、フランク永井展示室では、松山地域出身のムード歌謡歌手であるフランク永井に関連したレコードや愛用品、日本レコード大賞受賞時に贈られたトロフィーなどが展示されている。
屋外には、かつて松山町に存在した松山人車軌道で利用されていた人車が展示されている。これは、仙台放送の依頼で仙台市交通局が復元し、1987年（昭和62年）7月に松山町へ寄贈されたもので、経済産業省から近代化産業遺産に認定されており、また大崎市からも指定文化財として指定されている。復元人車の詳細は松山人車軌道#現存車両を参照。
ふるさと歴史館は、大崎市が「大崎市郷土資料館条例」に基づいて、郷土史資料の収集・保管、並びに展示を目的に設置している施設であり、貴重な文化遺産を管理していることから、指定管理者制度は導入せず、大崎市が管理と運営を行っている。

## 沿革
- 1989年（平成元年）9月7日 - 松山町の施設として開館
- 2006年（平成18年）3月31日 - 新設合併で誕生した大崎市が施設を継承
- 2009年（平成21年）10月26日 - フランク永井展示室を新設[4]

## 利用情報
休館日
毎週月曜日
開館時間
9:30 〜 17:00
入館料
大人 210円（400円）
小中高校生 100円（200円）
（）内は隣接している酒ミュージアムとの共通券